# Villa García
Villa García è una municipalità dello stato di Zacatecas, nel Messico centrale, il cui capoluogo è la località omonima.
Conta 18.269 abitanti (2010) e ha una estensione di 341,81 km².
Il nome della municipalità è dedicato a Antonio García Salinas, governatore dello stato di Zacatecas.